# Fabella pilsbryi
Fabella pilsbryi is een tweekleppigensoort uit de familie van de Sportellidae. De wetenschappelijke naam van de soort is voor het eerst geldig gepubliceerd in 1899 door Dall.